# Pfarrhaus (Schmallenberg-Oberkirchen)

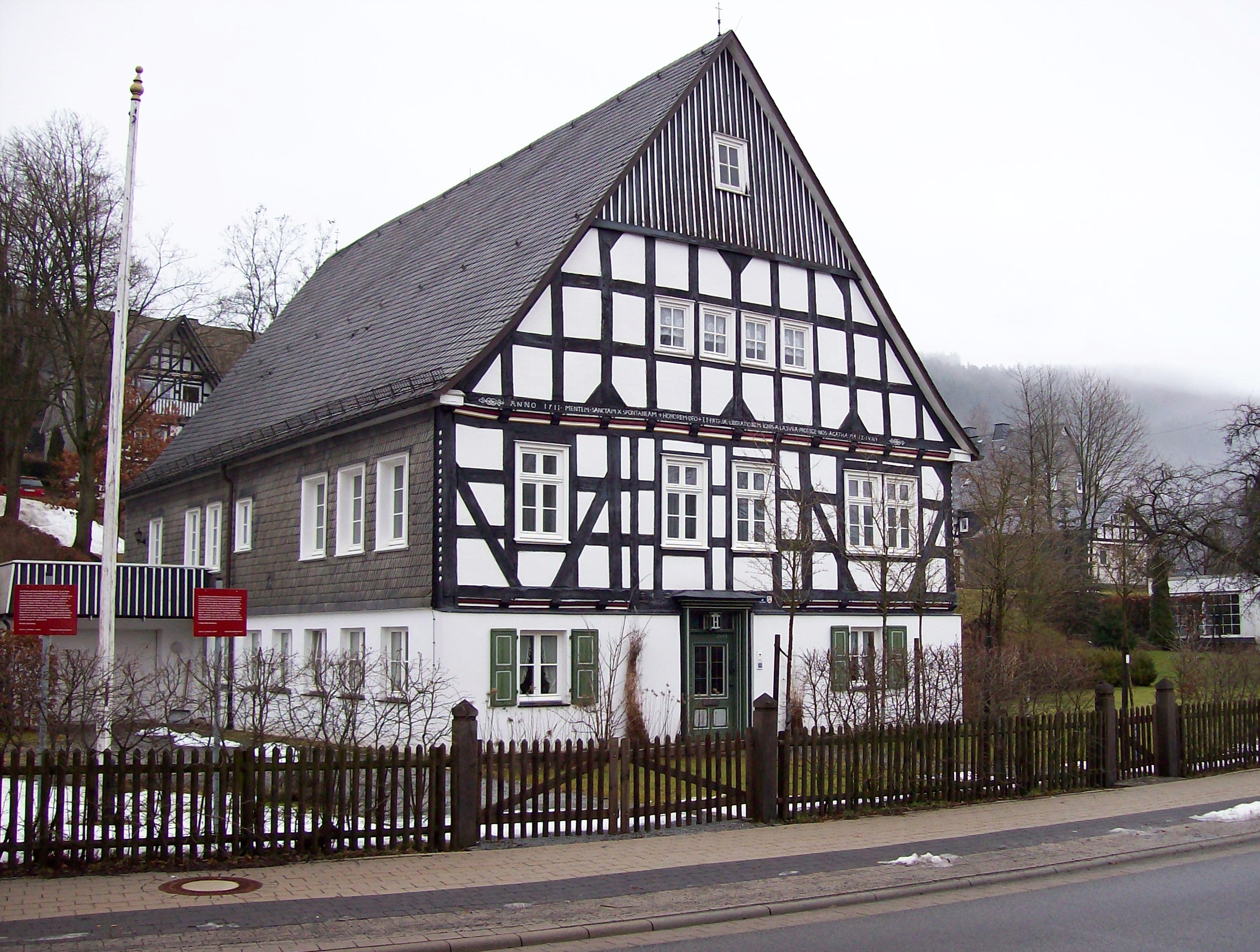
Pfarrhaus in Oberkirchen

Das Pfarrhaus in Oberkirchen, einer Ortschaft in der Stadt Schmallenberg im Hochsauerlandkreis, wurde 1711 errichtet. Der Fachwerkbau mit der Adresse Alte Poststraße 5 ist das älteste Wohnhaus des Ortes. Das Objekt wurde in die Denkmalliste der Stadt Schmallenberg eingetragen.

## Beschreibung
Im Jahr 1682 wurde das Haus beschädigt und 1711 wieder aufgebaut. Das untere Geschoss des zweigeschossigen Fachwerkbaus besteht aus massiven weißen Wänden. Das Dach und die linke Hausseite des Obergeschosses sind mit Naturschiefer verkleidet. Die anderen Seiten des Hauses bestehen aus typischem Fachwerk.

## Einzelnachweis
1. ↑  Keuthen-oberkirchen.de: Rundgang durch den historischen Dorfkern von Oberkirchen (PDF)

Koordinaten: 51° 9′ 32,1″ N, 8° 22′ 21,9″ O